# Проміжна клиноподібна кістка
Проміжна клиноподібна кістка (лат. os cuneiforme intermedium) — найменша і найкоротша клиноподібна кістка. Проміжна клиноподібна кістка з'єднується з чотирма кістками: човноподібною кісткою, присередньою клиноподібною кісткою, бічною клиноподібною і з II заплесновою кісткою.

## Додаткові зображення
|                                               |
| Проміжна клиноподібна кістка у скелеті людини |

| |
| Схема кісток стопи людини. Зліва вигляд стопи знизу, справа вигляд зверху. Проміжна клиноподібна кістка позначена буквою F. |

|                                  |
| Скелет стопи. Медіальний аспект. |

|                              |
| Скелет стопи. Бічний аспект. |

|   |
| 5 |

|   |
| 6 |